# 대한민국 민법 제322조
대한민국 민법 제322조는 경매, 간이변제충당에 대한 민법 물권법 유치권상 조문이다.

## 조문
제322조(경매, 간이변제충당) ① 유치권자는 채권의 변제를 받기 위하여 유치물을 경매할 수 있다.
②정당한 이유있는 때에는 유치권자는 감정인의 평가에 의하여 유치물로 직접 변제에 충당할 것을 법원에 청구할 수 있다. 이 경우에는 유치권자는 미리 채무자에게 통지하여야 한다.

第322條(競賣, 簡易辨濟充當) ① 留置權者는 債權의 辨濟를 받기 爲하여 留置物을 競賣할 수 있다.
②正當한 理由있는 때에는 留置權者는 鑑定人의 評價에 依하여 留置物로 直接 辨濟에 充當할 것을 法院에 請求할 수 있다. 이 境遇에는 留置權者는 미리 債務者에게 通知하여야 한다.

## 참고 문헌
- 오현수, 일본민법, 진원사, 2014. ISBN 978-89-6346-345-2
- 오세경, 대법전, 법전출판사 , 2014 ISBN 978-89-262-1027-7
- 이준현 , LOGOS 민법 조문판례집, 미래가치, 2015. ISBN 979-1-155-02086-9

## 같이 보기
- 유치권